# 西興部村コミュニケーションネットワーク
西興部村コミュニケーションネットワーク（にしおこっぺむらコミュニケーションネットワーク）は、北海道紋別郡西興部村が運営しているFTTH方式のケーブルテレビ局である。

## 概要
- 西興部村は山々に囲まれており全域で難視聴の地域である。1970年（昭和45年）に村内のテレビ組合がNHK北見放送局の西興部テレビジョン中継局を開局させた。
- 1987年から事業費2.6億円で整備を開始し[1]、1989年11月22日に開局、当時の村内全戸552世帯を対象とした[2]。
- 2001年からは同軸ケーブルから光ファイバーへの更新によりインターネットサービスやビデオオンデマンドサービスを開始[3]、同年にはケーブルテレビスタジオや光ファイバー集約装置を備えた拠点施設「マルチメディア館 IT夢（アトム）」が完成[4]。

## サービスエリア
- 北海道紋別郡西興部村

## 主な放送チャンネル

### テレビ局
| デジタル | 放送局              |
| -------- | ------------------- |
| 011-013  | HBC北海道放送       |
| 021-023  | NHK北見Eテレ        |
| 031-032  | NHK北見総合         |
| 051-053  | STV札幌テレビ放送   |
| 061-063  | HTB北海道テレビ放送 |
| 071-073  | TVhテレビ北海道     |
| 081-082  | UHB北海道文化放送   |
| 111      | NCN自主放送         |
| 112      | NCN自主放送         |
| 113      | NCN自主放送         |

- 2010年6月より地上デジタルテレビ放送に対応するための改修作業に入り2011年4月に試験運用、同年7月に本運用開始となった。
- BS・CSの再送信は2011年3月31日で終了し、以降は各世帯が個別にアンテナを設置して直接受信となる。
- 地上アナログテレビ放送はNHKが西興部中継局から送信される電波を本局で直接受信し、民放各局は紋別中継局（紋別市にあるオホーツクスカイタワー内の送信所）から送信される電波を村内のすり鉢山にて受信しケーブルで本局へ伝送していた。地上デジタル放送ではNHK・民放各局とも興部中継局から送信される電波を新規に設置された受信点にて受信しケーブルで本局へ伝送している。
- TVhは北海道総合通信網（HOTNET）などを使った専用回線[注 1]が開通しておらず、配信出来る環境にないことからこれまでは再送信されていなかったが、受信元である興部中継局が2014年10月1日に開局[6]した。これを受け、ケーブルテレビ側でも再送信する準備を進め、2014年11月13日から再送信を開始した[7]。
- また、NHK-FM（86.0MHz）、AIR-G'（83.1MHz）の網走局は再送信しているが、オホーツク管内では開局していないFMノースウェーブは再送信していない。